# Texas Tennis Open
Texas Tennis Open – kobiecy turniej tenisowy kategorii WTA International Series zaliczany do cyklu WTA Tour. Rozgrywany na kortach twardych w Dallas w latach 2011–2012. W 2013 roku zawody zostały wycofane z kalendarza WTA z powodów ekonomicznych.

## Mecze finałowe

### gra pojedyncza
| Rok  | Zwyciężczyni   | Finalistka      | Wynik    |
| 2012 | Roberta Vinci  | Jelena Janković | 7:5, 6:3 |
| 2011 | Sabine Lisicki | Aravane Rezaï   | 6:2, 6:1 |

### gra podwójna
| Rok  | Zwyciężczynie                  | Finalistki                      | Wynik    |
| 2012 | Marina Erakovic Heather Watson | Līga Dekmeijere Irina Falconi   | 6:3, 6:0 |
| 2011 | Alberta Brianti Sorana Cîrstea | Alizé Cornet Pauline Parmentier | 7:5, 6:3 |